# 선인장 (영화)
《선인장》은 2021년 22회 가치봄영화제(구 장애인영화제)에서 PDFF경쟁부문 관객상을 받은 대한민국의 독립 영화이다. 자폐아이를 키우는 엄마의 모습을 담고 있다.
2019년 10월 초 9회차로 촬영했으며 2021년에 3월에 완성. 사비로 제작되었으며 제작비는 1800만원 정도.

## 등장인물

### 감독
- 촬영: 신유섭
- 각본, 연출, 조명, 색보정, 편집: 이호수
- 음악: 손열매
- 조감독: 주광현
- 연출부, 의상, 소품, 미술: 권아영

### 출연진
- 주광현: 유괴범 역
- 유재희: 미영 역
- 조현서: 현우 역
- 진시원: 방문치료선생님 역